# São João de Loure e Frossos
São João de Loure e Frossos ist eine Gemeinde (Freguesia) im Landkreis (Concelho) der portugiesischen Kleinstadt Albergaria-a-Velha.
Die Gemeinde entstand am 29. September 2013 im Zuge der administrativen Neuordnung in Portugal aus dem Zusammenschluss der Gemeinden São João de Loure und Frossos. Sitz wurde São João de Loure.
Auf einer Fläche von 18,18 km² leben 2.896 Einwohner (Stand: 30. Juni 2011). 